# دومينغيش
إلياس غاسبار بيليمبي (بالبرتغالية: Elias Gaspar Pelembe‏) الشهير باسم دومينغيز (مواليد 13 نوفمبر 1983 في مابوتو) لاعب كرة قدم موزمبيقي دولي يجيد اللعب في خط الوسط . يلعب لصالح نادي ماميلودي صن داونز الجنوب الأفريقي منذ 2009 .

## روابط خارجية
- دومينغيش على موقع قاعدة بيانات كرة القدم.إي يو (الإنجليزية)
- دومينغيش على موقع ناشيونال فوتبول تيمز (الإنجليزية)
- دومينغيش على موقع Soccerway.com (الإنجليزية)